# سيد علي ساري
سيد علي ساري (الفارسية: سید علی ساری) كان حاكمًا مرعشيًا لآمل وساري من عام 1406 إلى عام 1417 م. وكان ابنًا لكمال الدين الأول، وخلفه ابنه سيد مرتضى.